# Isophyllaria attenuata
Isophyllaria attenuata là một loài rêu tản trong họ Pseudolepicoleaceae. Loài này được (Rodway) E.A. Hodgs. miêu tả khoa học lần đầu tiên năm 1972.